# PGC 72882
LEDA/PGC 72882, auch UGC 12843, ist eine Balken-Spiralgalaxie vom Hubble-Typ SBdm im Sternbild Pegasus am Nordsternhimmel. Sie ist schätzungsweise 86 Millionen Lichtjahre von der Milchstraße entfernt und hat einen Durchmesser von etwa 60.000 Lichtjahren. Vom Sonnensystem aus entfernt sich das Objekt mit einer errechneten Radialgeschwindigkeit von näherungsweise 1.800 Kilometern pro Sekunde.
Sie gilt als Hauptgalaxie der vier Mitglieder zählenden Lyons Groups of Galaxies LGG 484.
Im selben Himmelsareal befinden sich unter anderem die Galaxien PGC 72900, PGC 91837, PGC 1544685, PGC 1549619 und wird teilweise vom Stern TYC 1725-344-1 verdeckt.

## LGG 484-Gruppe
| Galaxie   | Alternativname | Entfernung/Mio. Lj |
| --------- | -------------- | ------------------ |
| PGC 72978 | MCG +3-1-3     | 89                 |
| PGC 72900 | UGC 12846      | 84                 |
| PGC 72977 | UGC 12856      | 86                 |
| PGC 72822 | UGC 12843      | 86                 |